# Грецький національний район
Грецький національний район — колишній національний район у складі Краснодарського (у 1930—1934 — Північно-Кавказького, в 1934—1937 Азово-Чорноморського) краю, що існував у 1930—1938 роках.
Район утворений постановою Північно-Кавказького крайвиконкому від 27 лютого 1930 року і постановою Президії ВЦВК від 15 січня 1931 року на території, населеній переважно греками. Центром району спочатку була станиця Кримська. Спочатку район ділився на 10 сільрад (Грецька, Горішний, Кеслеровський, Краснозелений, Кримський, Мерчанський, Неберджаєвський, Нижньобаканський, Прохладненський і Шептальський). У 1934 центр району перенесений у станицю Неберджаївська.
У лютому 1938 року Грецький національний район як один із заходів «Грецької операції» НКВС скасований, а на його території утворений Кримський район.